# 4. perioda
Čtvrtá perioda periodické soustavy obsahuje 18 prvků, jsou to draslík, vápník, skandium, titan, vanad, chrom, mangan, železo, kobalt, nikl, měď, zinek, gallium, germanium, arsen, selen, brom a krypton. Většinou to jsou kovy, germanium, arsen a selen patří mezi polokovy, brom a krypton jsou nekovy. Téměř všechny tyto prvky jsou za normálních podmínek pevné látky, pouze brom je kapalina a krypton plyn.

## Reaktivita
Draslík a (o něco pomaleji) vápník reagují již za pokojové teploty s vodou za vzniku příslušného hydroxidu a uvolnění vodíku. Skandium s vodou za běžných teplot nereaguje, je však reaktivnější než přechodné kovy této periody. Železo koroduje, na vzduchu a ve vodě se pokrývá nesouvislou vrstvou oxidu, hydroxidu a oxid-hydroxidu železitého (kyslík rozpuštěný ve vodě tento proces urychluje). Chrom i zinek jsou poněkud reaktivnější než železo, ovšem jejich oxidy vytvářejí souvislou vrstvu (podobně jako u hliníku); pokrývání železa a oceli těmito kovy se využívá k ochraně před korozí; ostatní kovy (a také polokovy) této periody mají poměrně malou reaktivitu. Brom je velmi reaktivní (i když méně než chlor), ochotně se slučuje s většinou prvků, s vodou za pokojové teploty nereaguje. Krypton je jako vzácný plyn téměř nereaktivní (inertní).

## Výskyt

### Draslík, vápník a brom
Draslík, vápník a brom se v přírodě vyskytují ve formě solí hlavně v mořské vodě, draslík a vápník jsou také důležitou součástí živých organismů, vápník je obsažen například v kostech. K minerálům draslíku patří například sylvín (KCl), k minerálům vápníku kalcit (CaCO3) nebo dolomit (CaMg(CO3)2, zároveň minerál hořčíku).

### Ostatní prvky
Skandium se v přírodě vyskytuje poměrně vzácně (5-22 mg/kg). Železo je druhý nejrozšířenější kov na Zemi, vyskytuje se v minerálech jako jsou siderit (FeCO3) a magnetit (Fe3O4). Měď se jakožto ušlechtilý kov vyskytuje jak ve sloučeninách (např. kuprit, Cu2O), tak i v elementární podobě; zinek například jako sfalerit (ZnS). Gallium a germanium jsou vzácné, selen často v rudách doprovází kyslík a síru. Krypton je v malé koncentraci přítomen v zemské atmosféře.